# Kelly Preston
Kelly Preston, właśc. Kelly Kamalelehua Smith (ur. 13 października 1962 w Honolulu, zm. 12 lipca 2020 w Houston) – amerykańska aktorka filmowa i modelka. 

## Życiorys

### Wczesne lata
Urodziła się i wychowała na Hawajach, a jej drugie imię, Kamalelehua, po hawajsku oznaczało „ogród Lehuy”. Jej ojciec, Ken Smith, pracował w firmie rolniczej i utonął, gdy Kelly miała trzy lata. Jej matka, Linda (z domu Reynolds) Carlson, była administratorką ośrodka zdrowia psychicznego, ponownie wyszła za mąż za Petera Lynna Palzisa (1937-2004), który następnie adoptował Kelly. Miała przyrodniego młodszego brata Christophera. 
Uczyła się w Punahou School w Honolulu. Ukończyła University of Southern California, gdzie studiowała aktorstwo.

### Kariera
Kiedy mieszkała w Australii, pod nazwiskiem Kelly Palzis została odkryta w wieku 16 lat przez fotografa mody, który pomógł jej zdobyć pracę w reklamach. Zaaranżował jej pierwsze przesłuchanie do roli Emmeline w filmie przygodowym Błękitna Laguna (1980), którą ostatecznie otrzymała młodsza Brooke Shields. Jednak wystąpiła gościnnie jako Wendy w serialu CBS Hawaii Five-O (1980) i od tego czasu zaczęła myśleć o karierze aktorskiej, zmieniając nazwisko na Preston. 
Zadebiutowała w dreszczowcu Za dziesięć minut północ (1983) z Charlesem Bronsonem. Grywała w komediach romantycznych dla nastolatków - Figiel (Mischief, 1985) jako Marilyn McCauley z Catherine Mary Stewart i Tajemniczy wielbiciel (Secret Admirer, 1985) u boku C. Thomasa Howella. W familijnym filmie przygodowym Harry’ego Winera Kosmiczny obóz (SpaceCamp, 1986) z udziałem Kate Capshaw i Leafa Phoenixa wystąpiła jako Tish Ambrosei. Przełomem w karierze filmowej była rola Marnie Mason w komedii Ivana Reitmana Bliźniacy (1988) u boku Arnolda Schwarzeneggera i Danny’ego DeVito. W komediodramacie sportowym Camerona Crowe’a Jerry Maguire (1996) zagrała niezadowoloną narzeczoną tytułowego bohatera (Tom Cruise). Jednak rola Chirk, przyjaciółki szefa bezpieczeństwa Terla (John Travolta) w filmie sensacyjnym science fiction Bitwa o Ziemię (Battlefield Earth: A Saga of the Year 3000, 2000) przyniosła jej Złotą Malinę dla najgorszej aktorki drugoplanowej. Wystąpiła w wideoklipie Maroon 5 „She Will Be Loved” (2004).

## Życie prywatne

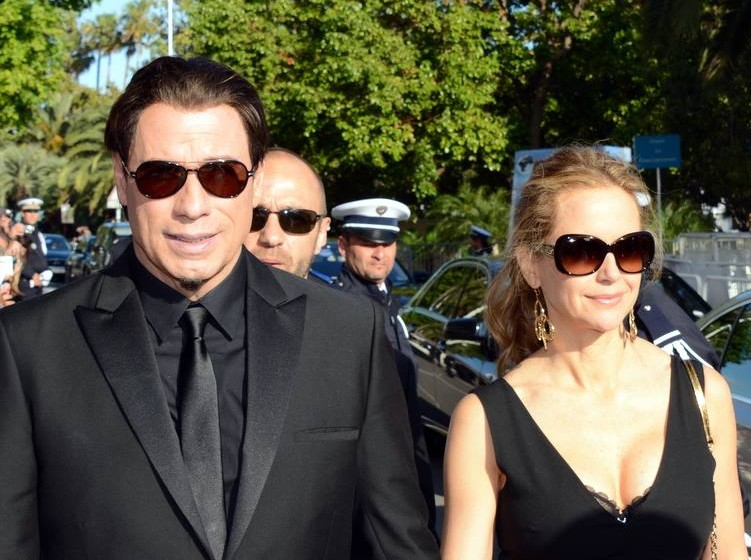
John Travolta i Kelly Preston (2014)

W latach 1985–1987 jej mężem był aktor Kevin Gage. Spotykała się z George’em Clooneyem i Charlie Sheenem (1988–90), który niechcący postrzelił ją w ramię. 12 września 1991 roku w Paryżu wyszła za mąż za aktora Johna Travoltę, z którym miała troje dzieci: dwóch synów – Jetta (ur. 13 kwietnia 1992, zm. 2 stycznia 2009) i Benjamina (ur. 23 listopada 2010) oraz córkę Ellę Bleu (ur. 3 kwietnia 2000).
Zmarła 12 lipca 2020 w Houston w Teksasie w wieku 57 lat, po dwuletniej walce z rakiem piersi.

## Filmografia

### Filmy
- 1983: Za dziesięć minut północ (10 to Midnight) jako Doreen
- 1983: Kosmiczna burza (Metalstorm: The Destruction of Jared-Syn) jako Dhyana
- 1983: Christine jako Roseanne
- 1985: Tajemniczy wielbiciel (Secret Admirer) jako Deborah Anne Fimple
- 1985: Figiel (Mischief) jako Marilyn McCauley
- 1986: Kosmiczny obóz (SpaceCamp) jako Tish Ambrosei
- 1986: Ostra rozgrywka (52 Pick-Up) jako Cynthia „Cini” Frazier
- 1987: Amazonki z Księżyca (Amazon Women on the Moon) jako Violet
- 1988: Czarownica (Spellbinder) jako Miranda Reed
- 1988: Bliźniacy (Twins) jako Marnie Mason
- 1988: Tygrysia opowieść (A Tiger’s Tale) jako Shirley Butts
- 1988: Gorejąca miłość (Love at Stake) jako Sara Lee
- 1989: Eksperci (The Experts) jako Bonnie
- 1991: Uciekaj, Charlie! (Run) jako Karen Landers
- 1992: Tylko ty (Only You) jako Amanda Hughes
- 1993: The American Clock (TV) jako Diana Marley
- 1994: Pajęczyna podejrzeń (Double Cross, wideo) jako Vera Blanchard
- 1994: Zabójczy instynkt (Love Is a Gun) jako Jean Starr
- 1994: Wojownik z prerii (Cheyenne Warrior, TV) jako Rebecca Carver
- 1995: Czekając na miłość (Waiting to Exhale) jako Kathleen
- 1996: Jerry Maguire jako Avery Bishop
- 1996: Złe i gorsze (Citizen Ruth) jako Rachel
- 1996: Od zmierzchu do świtu (From Dusk Till Dawn) jako Kelly Houge, prezenterka wiadomości
- 1996: Mokra robota (Curdled) jako Kelly Hogue
- 1997: Miłość jak narkotyk (Addicted to Love) jako Linda
- 1997: Nic do stracenia (Nothing to Lose) jako Ann Beam
- 1998: Cudotwórca (Holy Man) jako Kate Newell
- 1998: Jack Frost jako Gabby Frost
- 1999: Gra o miłość (For Love of the Game) jako Jane Aubrey
- 2000: Bitwa o Ziemię (Battlefield Earth: A Saga of the Year 3000) jako Chirk
- 2000: Witamy w Hollywood (Welcome to Hollywood) w roli samej siebie
- 2001: Zdrowie taty (Daddy and Them) jako Rose
- 2003: Szkoła stewardes (View from the Top) jako Sherry
- 2003: Czego pragnie dziewczyna (What a Girl Wants) jako Libby Reynolds
- 2003: Kot (The Cat in the Hat) jako Joan Walden, mama
- 2004: Zwrot do nadawcy (Return to Sender) jako Susan Kennan
- 2004: Epitafium (Eulog) jako Lucy Collins
- 2005: Sky High (Wysokie niebo) jako Josie Stronghold
- 2006: Spalone mosty (Broken Bridges) jako Angela Dalton
- 2007: Wyrok śmierci (Death Sentence) jako Helen Hume
- 2008: Dziesiąty krąg (The Tenth Circle) jako Laura Stone
- 2009: Stare wygi (Old Dogs) jako Vicki Greer
- 2010: W krainie pieniądza (Casino Jack) jako Pam Abramoff
- 2010: Ostatnia piosenka (The Last Song) jako Kim Miller
- 2010: Pozdrowienia z Paryża (From Paris with Love) jako kobieta na Wieży Eiffla
- 2015: Droga do wyzwolenia. Scjentologia, Hollywood i pułapki (Going Clear: Scientology and the Prison of Belief) w roli samej siebie
- 2018: Gotti jako Victoria Gotti

### Seriale TV
- 1980: Hawaii Five-O jako Wendy
- 1982: Capitol jako Gillian McCandless
- 1983: Miłość i honor (For Love and Honor) jako Mary Lee
- 1984: Riptide jako Sherry Meyers
- 1990: Opowieści z krypty (Tales from the Crypt) jako Linda
- 2004: Joey jako Donna Di Gregorio
- 2016: CSI: Cyber jako Greer Latimore